# Maria van Brabant (-1260)

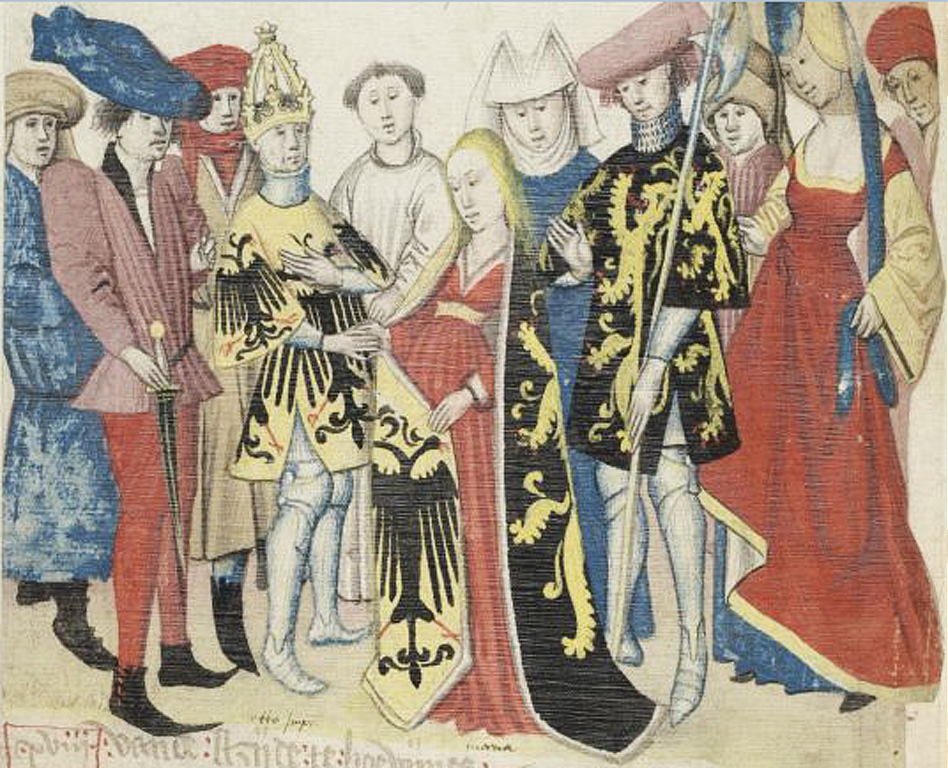
Het huwelijk van Maria en Otto in een 14e-eeuwse miniatuur van de Brabantsche Yeesten

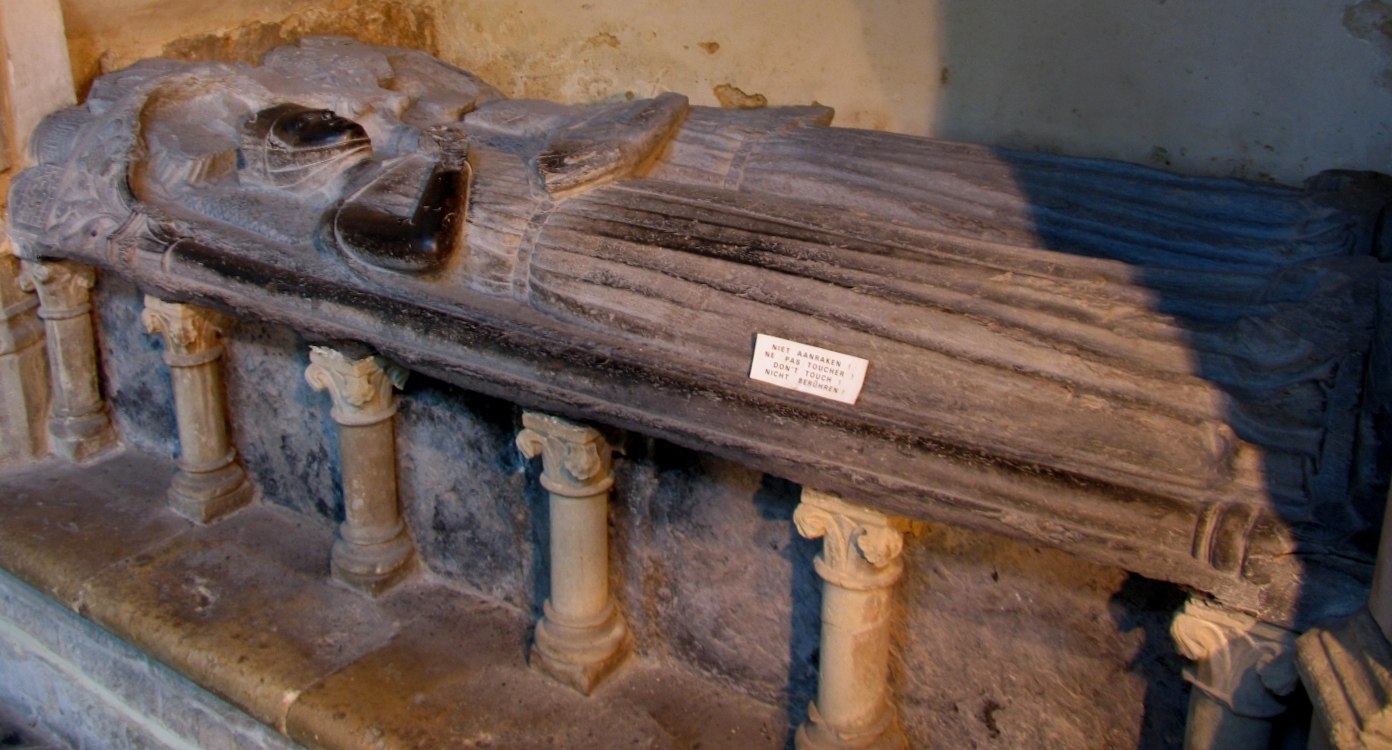
Graf van Maria en haar moeder Mathilde in de Leuvense Sint-Pieterskerk

Maria van Leuven, ook wel bekend als Maria van Brabant (wsch. 1189 of 1190 — tussen 9 maart en 14 juni 1260) was een Brabantse hertogdochter die Rooms-Duits keizerin werd en nadien gravin van Holland.

## Leven
Als oudste en broerloze dochter van hertog Hendrik I van Brabant en Mathilde van Boulogne, zag het er volgens het Brabants erfrecht lange tijd naar uit dat Maria haar vader zou opvolgen. Dit maakte haar tot een begeerde bruid en een pion in de strijd tussen de Welfen en de Staufen.

### Eerste huwelijk
In 1198 werd Maria uitgehuwelijkt aan Otto van Brunswijk, die door de Welfen was aangeduid als hun kandidaat-keizer. Terwijl de pauselijke toestemming aansleepte (Maria en Otto waren in de verte verwant), toonde Filips van Zwaben zich een te duchten rivaal van Otto. Hertog Hendrik I kreeg twijfels, besloot af te wachten, en liep in 1204 over naar het Staufische kamp. Maria brak nu met Otto en verloofde zich met koning Frederik van Sicilië, maar paus Innocentius III stak een stokje voor deze koerswijziging; om de eerste verloving met Otto af te dwingen, bedreigde hij hertog Hendrik zelfs met excommunicatie. In deze patstelling bleef Maria ongetrouwd. Haar rol leek uitgespeeld toen de geboorte van twee broers haar achteruit schoof in de erfopvolging en haar eerste verloofde Otto IV op 22 juli 1212 in het huwelijk trad met Beatrix van Zwaben, de dochter van zijn in 1208 vermoorde rivaal, die zo keizerin werd. Maar Beatrix stierf drie weken later en keizer Otto – die in Frederik II een tegenkoning had gekregen – zocht opnieuw Brabantse steun door zijn trouwplan met Maria te heractiveren. Zo kwam het dat de 24-jarige Maria zich op 19 mei 1214 voor de tweede keer verloofde met keizer Otto in de Sint-Servaaskerk te Maastricht en korte tijd later in de Dom van Aken met hem in het huwelijk trad.
Het huwelijk was naar verluidt niet harmonisch en Maria bracht veel van haar tijd door in speelhuizen in Keulen waar ze een aanzienlijke schuld opbouwde. Tegenkoning Frederik provoceerde haar echtgenoot tot deelname aan de Frans-Engelse Oorlog, waarna het keizerlijke leger in de Slag bij Bouvines vernietigend werd verslagen door koning Filips II van Frankrijk, nauwelijks twee maanden na het huwelijk. De buitgemaakte keizerlijke adelaar zond Filips naar Frederik, nota bene Maria's vroegere verloofde. Otto en Maria trokken zich terug in kasteel Harzburg te Braunschweig. Volledig op een zijspoor, werd Otto op 5 juli 1215 in de praktijk afgezet. Na zijn dood in 1218 keerde Maria terug naar het hertogdom Brabant.

### Tweede huwelijk
Haar vader Hendrik I regelde opnieuw een politiek huwelijk voor zijn inmiddels 30-jarige dochter. Zij trouwde in 1220 met de 45-jarige graaf Willem I van Holland, een belangrijke bondgenoot voor hertog Hendrik I. Een Luiks kroniekschrijver zag hierin een 'ongelofelijke vernedering' voor de voormalige keizerin. Maria en Willem hadden geen kinderen. In 1222 werd Maria opnieuw weduwe.

### Weduwe
Zij keerde na verloop van tijd weer terug naar het hertogdom Brabant, maar verbleef ook van tijd tot tijd op haar weduwengoed Dordrecht. Na de dood van haar vader in 1235 verkreeg zij de heerlijkheid Helmond en het goed Miskem, in de buurt van Leuven. Maria vestigde zich in het eerste kasteel van Helmond, 't Oude Huys. Uit verschillende oorkonden is gebleken dat Maria zich intensief bezighield met de ontwikkeling van Helmond. Met name de stichting van de Abdij van Binderen, in 1244, hield haar bezig. Maria zorgde ervoor dat de abdij in 1246 formeel werd opgenomen in de cisterciënzer orde.
Maria vormde in haar burcht naar alle waarschijnlijkheid een centrum van cultureel en hoofs leven. Archeologische vondsten bewijzen dit. Haar invloed binnen de hoofse literatuur komt duidelijk naar voren in verzenepos Demantin van Berthold van Holle. Ook zijn er aanwijzingen dat Maria de Duitse dichter Wolfram von Eschenbach heeft begunstigd. In diens epos Parzival is de episode over de Zwaanridder en de ongehuwde hertogin van Brabant duidelijk geïnspireerd op Maria's perikelen.
De laatste jaren van haar leven verkeerde zij regelmatig in Dordrecht en Miskem. Of zij regelmatig in Helmond verkeerde is niet duidelijk. Maria van Brabant overleed in 1260 en werd naast haar moeder in de Sint-Pieterskerk in Leuven begraven.

## Voorouders
| Voorouders van Maria van Brabant | Voorouders van Maria van Brabant                                                 | Voorouders van Maria van Brabant                                                 | Voorouders van Maria van Brabant                                                  | Voorouders van Maria van Brabant                                                  | Voorouders van Maria van Brabant                                             | Voorouders van Maria van Brabant                                             | Voorouders van Maria van Brabant                                             | Voorouders van Maria van Brabant                                             |
| -------------------------------- | -------------------------------------------------------------------------------- | -------------------------------------------------------------------------------- | --------------------------------------------------------------------------------- | --------------------------------------------------------------------------------- | ---------------------------------------------------------------------------- | ---------------------------------------------------------------------------- | ---------------------------------------------------------------------------- | ---------------------------------------------------------------------------- |
| Overgrootouders                  | Godfried II van Leuven (1105-1142) ∞ 1139 Lutgardis van Sulzbach (ca. 1109-1163) | Godfried II van Leuven (1105-1142) ∞ 1139 Lutgardis van Sulzbach (ca. 1109-1163) | Hendrik II van Limburg (1110-1167) ∞ 1136 Mathilde van Saffenburg (ca. 1113-1145) | Hendrik II van Limburg (1110-1167) ∞ 1136 Mathilde van Saffenburg (ca. 1113-1145) | Diederik van de Elzas (1100-1168) ∞ 1139 Sybille van Anjou (1116–1165)       | Diederik van de Elzas (1100-1168) ∞ 1139 Sybille van Anjou (1116–1165)       | Stefanus van Engeland (1096-1154) ∞ 1125 Mathilde van Boulogne (1105-1152)   | Stefanus van Engeland (1096-1154) ∞ 1125 Mathilde van Boulogne (1105-1152)   |
| Grootouders                      | Godfried III van Leuven (1140-1190) ∞ 1155 Margaretha van Limburg (1135-1172)    | Godfried III van Leuven (1140-1190) ∞ 1155 Margaretha van Limburg (1135-1172)    | Godfried III van Leuven (1140-1190) ∞ 1155 Margaretha van Limburg (1135-1172)     | Godfried III van Leuven (1140-1190) ∞ 1155 Margaretha van Limburg (1135-1172)     | Mattheüs I van de Elzas (1138-1173) ∞ 1150 Maria van Boulogne (1136-1182)    | Mattheüs I van de Elzas (1138-1173) ∞ 1150 Maria van Boulogne (1136-1182)    | Mattheüs I van de Elzas (1138-1173) ∞ 1150 Maria van Boulogne (1136-1182)    | Mattheüs I van de Elzas (1138-1173) ∞ 1150 Maria van Boulogne (1136-1182)    |
| Ouders                           | Hendrik I van Brabant (ca. 1165-1235) ∞ Mathilde van Boulogne (1161/65-1210)     | Hendrik I van Brabant (ca. 1165-1235) ∞ Mathilde van Boulogne (1161/65-1210)     | Hendrik I van Brabant (ca. 1165-1235) ∞ Mathilde van Boulogne (1161/65-1210)      | Hendrik I van Brabant (ca. 1165-1235) ∞ Mathilde van Boulogne (1161/65-1210)      | Hendrik I van Brabant (ca. 1165-1235) ∞ Mathilde van Boulogne (1161/65-1210) | Hendrik I van Brabant (ca. 1165-1235) ∞ Mathilde van Boulogne (1161/65-1210) | Hendrik I van Brabant (ca. 1165-1235) ∞ Mathilde van Boulogne (1161/65-1210) | Hendrik I van Brabant (ca. 1165-1235) ∞ Mathilde van Boulogne (1161/65-1210) |
| Maria van Brabant (1189-1260)    |                                                                                  |                                                                                  |                                                                                   |                                                                                   |                                                                              |                                                                              |                                                                              |                                                                              |

## Voetnoten
1. ↑  Remco Sleiderink, De stem van de meester. De hertogen van Brabant en hun rol in het literaire leven (1106-1430) , 2003, p. 47-48
2. ↑  Bernd Ulrich Hucker, Kaiser Otto IV, Hannover, 1990, p. 36-40
3. ↑  Bernd Ulrich Hucker, Kaiser Otto IV, Hannover, 1990, pp. 377-379.
4. ↑  Meerdere publicaties spreken in dit verband van een huwelijksvoltrekking in de Sint-Servaaskerk, mogelijk voor het eerst vermeld door Thewissen in 1960. De 19e-eeuwse Duitse historicus Winkelmann, die een monografie wijdde aan Otto IV, spreekt slechts over een "hernieuwde verloving" in Maastricht; de huwelijksvoltrekking vond plaats in Aken. Bron: E. Winkelmann (1878): Kaiser Otto IV. von Braunschweig, 1208–1218 (Jahrbücher der Deutschen Geschichte, Band 19, Deel 2, pp. 348-369.
5. ↑  Gregor Dijkhuis, Kroniek van een eigenzinnige keizer, Stupor Mundi, Frederik II 1194-1250, Aspekt, 2015, p. 79.